# Тон (мифология)
Тон, Фон, Фоон, Фонис (др.-греч. Θῶν, Θῶνις, Θῶνος) — в греческой мифологии царь Нижнего Египта, супруг Полидамны. Геродот рассказывает, что по приказу Протея страж устья Нила Тон схватил и отправил вверх по Нилу в Мемфис к Протею тевкра Париса, Елену Прекрасную, а также слуг и сокровища Париса. Поводом стал рассказ слуг Париса о соблазнении и похищении Парисом Елены, жены Менелая, у которого Парис гостил в Спарте. Парис и Елена попали в залив Канобское устье Нила, потому что буря сбила их с пути из Греции в Трою. Гомер в «Одиссее» упоминает Тона и говорит, что его супруга Полидамна научила Елену Прекрасную многим лекарствам, в том числе непенфу. Евфорион говорит: «умовредительные зелья, какие знала Полидамна и какие китейская Медея». По Страбону город Фонида (Θῶνις) был назван по имени Тона. Город по Страбону находился у мыса Зефирий (Ζεφύριον) близ современного города Абу-Кир. На мысе находился также маленький храм Афродиты Арсинои (Зефиритиды, Ζεφυρίτιδα).
В версии мифа, рассказанной Еврипидом в традегии «Елена», царём Нижнего Египта является Феоклимен (Θεοκλύμενος), сын Протея.